# 박영희 (작곡가)
박영희(朴泳姬,1945년~)는 대한민국의 작곡자이다.
서울대학교 작곡과를 졸업하고 1974년 독일로 유학을 갔다. 브레멘 예술대학교에서 정교수로 재직하였고 같은 대학 부총장까지 지냈다. 한국 전통악기를 주로 사용해 작곡하였고, 유럽에서 한국 전통악기를 널리 알리는 데 크게 공헌했다는 평가를 받았다. 대표작으로 ‘소리’, ‘님’, ‘마음’, ‘노을’ 등이 있다. 이런 공로로 주독 한국문화원은 2016년 박영희의 이름을 따서 ‘국제 박영희 작곡상’을 제정했다. 2020년 1월에는 독일예술원이 수여하는 ‘2020년 베를린 예술대상’ 수상자로 선정됐다.

## 상훈
- 2006년 국민훈장 석류장
- 2008년 제15회 KBS 해외동포상 문화예술부문
- 2017년 제11회 대원음악상 특별공헌상
- 2018년 보관문화훈장